# Nano Babies
Nano Babies ist ein Science-Fiction-Essayfilm des Schweizer Regisseurs Thomas Imbach, den er 1998 zusammen mit Jürg Hassler realisierte. Nano Babies begleitet den Alltag in einer Kinderkrippe einer technischen Hochschule. Zwei zukunftsschaffende Welten – die Welten der Kinder und ihrer Eltern – prallen aufeinander. Nano Babies wurde für das Schweizer Fernsehen produziert.

## Handlung
In dem 45-minütigen Film werden kleine Kinder in einer Tageskrippe gezeigt: Wie in Thomas Imbachs vorigen Film Ghetto alternieren die Fragmente des detailreich festgehaltenen Kinderalltags mit einer Vielzahl von (kalten, abweisenden) Aussenansichten und kunstvollen Sounds (die Kinderkrippe ist Teil einer Hochschule, in dessen Gebäude sich auch die Labors und Büros der Eltern, zumeist High-Tech-Wissenschaftlern, befinden).

## Hintergrund
Imbach und sein Kameramann Jürg Hassler nennen ihren in Cinemascope gedrehten Film einen „Science Fiction Essay“, was, in durchaus ironischer Weise, ziemlich genau die filmische Argumentation von Nano Babies trifft.